# Apparizione e miracolo della Madonna della Querce a Le Cure
L'apparizione e miracolo della Madonna della Querce è un'apparizione mariana avvenuta a Firenze nel 1520.

## Storia
Nella primavera del 1520, un malato grave chiese aiuto alla Madonna rivolgendosi a Lei davanti ad un’immagine situata su una quercia nella zona dell'odierno quartiere delle Cure.
La Vergine gli apparve e lo guarì, chiedendogli che nello stesso posto dell'apparizione venisse eretto un luogo di culto per commemorare tale miracolo.
Così l'episodio è riportato nello statuto della omonima compagnia religiosa che si formò a Firenze: «Con ciò sia cosa che per infino al anno della nostra salutifera incarnatione - 1520 - avesse principio questa nostra Compagnia et Horatorio per uno evidente miracolo mostrato dalla Gloriosa Vergine Regina del Cielo Nostra advocata - che essendo la sua immagine sopra una quercia posta fuora della porta a Pinti dove al presente è la nostra Compagnia et horatorio apparissi auno infermo il quale divotamente il suo adiutorio implorava - fussi da lei miracholosamente della sua quasi insanabile infirmità sanato come per pubblicha fama si testificha. La medesima di Dio Genitrice operò che nel prefato luogho d’ogni veneratione degnio dovessi fabbricarsi un tempio apperpetua memoria.»